# JOWST
Joakim With Steen, född 26 juni 1989 i Trondheim, är en norsk musikproducent, låtskrivare, ljudtekniker och lärare.
Han representerade, tillsammans med Aleksander Walmann, Norge i den andra semifinalen av Eurovision Song Contest 2017 med låten "Grab the Moment". De gick vidare till finalen och slutade på en tionde plats.